# عنجارة
عنجارة قرية في منطقة جبل سمعان في محافظة حلب في سوريا. تقع على بعد حوالي 15 كم غرب مدينة حلب.